# Нагурна Вікторія Вікторівна
Вікто́р́ія Ві́кторівна Нагу́рна (* 2004) — українська тхеквондистка. Майстер спорту України. Чемпіонка і призерка чемпіонату Європи.

## З життєпису
Народилась 2004 року в місті Київ. Виступає у ваговій категорії до 46 кг — до 49 кг.
2021 — чемпіонка України серед юніорів. Чемпіонка України серед молоді до 21 року. Чемпіонка України серед дорослих. Чемпіонка України серед олімпійських вагових категорій серед дорослих.
2022 — чемпіонка Європи серед молоді до 21 року.
Учасниця Європейських ігор-2023.
Здобула бронзову медаль на Чемпіонаті Європи з тхеквондо 2024 року у ваговій категорії –46 кг.